# بخش گاوریلوفسکی
بخش گاوریلوفسکی (به لاتین: Gavrilovsky District) یک سکونتگاه مسکونی در روسیه است که در استان تامبوف واقع شده‌است.